# Eggertova vila
Eggertova vila je empírová vila v Českých Budějovicích 3 v ulici Na Sadech č. p. 1856/27, která od 2. pol. 40. let 20. století slouží jako budova (popř. jako jedna z budov) Jihočeské vědecké knihovny v Českých Budějovicích.

## Historie
Jedná se o nejstarší stavbu architektonického typu vily se všemi jejími atributy v Českých Budějovicích. Byla postavena v letech 1859–1860 pro měšťana, obchodníka a majitele grafitových dolů v Mokré Antona Eggerta. Za autora projektu bývá považován stavitel Josef Sandner. Eggertově rodině patřila vila až do smrti jeho manželky Johanny v roce 1905 (sám Anton Eggert zemřel 20. září 1875). Poté se vila stala sídlem Obchodní a průmyslové komory. Ve 20. letech ji vlastnil Český akciový pivovar a ve třicátých letech Českobudějovická záložna. Po vzniku Protektorátu se vila stala sídlem německého úředního soudu (Amtsgericht) a pobočky německého zemského soudu (Landgericht). V roce 1946 byla do vily přesunuta Jihočeská vědecká knihovna, jejíž slavnostní otevření se konalo 2. května 1948. V roce 1958 byla vila zapsána do seznamu Kulturních památek. Od prosince 1997 do roku 1999 byly firmou Českobudějovické pozemní stavby provedeny náročné rekonstrukční práce na obnově památkového objektu vily.

## Popis vily
Vila byla umístěna v rozlehlé zahradě. Má půdorys tvaru "T", má pavilonový charakter a je patrová. V jižním průčelí se nachází pětiboký arkýř, po stranách jsou vložené terasy. Střecha je nízká. Fasáda je jemně bosovaná se zdrobnělými architektonickými články.

## Zahrada
Zahrada vznikla v téže době jako vila na místě rušeného vnějšího pásu městských hradeb. V současnosti má výměru 3467 m² (dle katastru nemovitostí - parcela číslo 4432/1). V 70. letech 20. století při úpravě pozemku na letní čítárnu podle návrhu Ivo Hofmanna zanikla původní empírová kompozice zahrady. V první polovině 80. let byla jihovýchodní část zahrady zastavěna při výstavbě budovy knihovního skladu. V roce 1997 byla část zahrady vydána restituentovi. Od roku 2005 celoroční údržbu zahrady provádí firma Every Garden. V roce 2011 byla uskutečněna rekonstrukce památkově chráněné zahrady Na Sadech. Památková ochrana se netýká části č. p. 4432/2. Nejvýznamnějšími dochovanými stromy jsou dva mohutné liliovníky tulipánokvěté stojící u plotu podél ulice Na Sadech.